# Lily Kronbergerová
Lily Kronbergerová (12. listopadu 1890 Budapešť – 21. května 1974 tamtéž) byla maďarská krasobruslařka.
V roce 1906 se zúčastnila premiérového mistrovství světa v krasobruslení žen a získala bronzovou medaili, kterou v roce 1907 obhájila. Na světovém šampionátu v roce 1908 v Opavě zvítězila a získala tak pro maďarský sport první světový titul v historii. Mistryní světa se stala i v následujících třech letech. V roce 1911 se provdala za soudce Imreho Szent-Györgyie a ukončila sportovní kariéru.
Byla také v letech 1908–1910 trojnásobnou mistryní Maďarska v krasobruslení mužů, protože samostatná ženská kategorie tehdy nebyla vypsána.
Na mistrovství světa v roce 1911 jako první krasobruslařka v historii jela volný program s živým hudebním doprovodem (autorem tohoto nápadu byl Zoltán Kodály).
V roce 1983 byla uvedena do Mezinárodní síně slávy židovského sportu a v roce 1997 do Síně slávy světového krasobruslení